# Gunnar Sjöberg
Pour les articles homonymes, voir Sjöberg.
Gunnar Sjöberg, né le 25 mars 1909 et mort le 8 juin 1977, est un acteur suédois.

## Filmographie
- 1937 : Ryska snuvan : Delegat från Sundsvall
- 1937 : John Ericsson, Victor of Hampton Roads : Seaman
- 1938 : Styrman Karlssons flammor : Smuggler
- 1938 : Visage de femme : Harald Berg
- 1939 : Variety Is the Spice of Life : invité à l'anniversaire
- 1939 : Gläd dig i din ungdom : Helgo
- 1939 : Whalers : Tore, marin
- 1939 : Emilie Högquist : Knut Almlöf
- 1940 : Stål : Lars Gouveng
- 1940 : Quand la chair est faible : Nils Asklund
- 1940 : With Open Arms : Lawyer
- 1941 : Gentlemannagangstern : Docteur
- 1941 : Landstormens lilla argbigga : l'ingénieur
- 1941 : Första divisionen : Kapten Hansson
- 1941 : Goransson's Boy : Göran Bryhme, le père de Pelle
- 1941 : Woman on Board : Blomqvist
- 1941 : Scanian Guerilla : Långe-Tuve
- 1942 : The Case of Ingegerd Bremssen : Dr Ivarsson
- 1942 : General von Döbeln : un officier
- 1942 : Rid i natt! : Foreign peasant
- 1942 : The Heavenly Play : God's Angel
- 1943 : I brist på bevis : Defense lawyer
- 1943 : Men of the Navy : Ingeniör Kärre
- 1943 : Elvira Madigan : Lt. Frans
- 1943 : Prästen som slog knockout : Artist
- 1943 : Imprisoned Women : Pastor Brobäck
- 1943 : Life and Death : sergent Lundblad
- 1943 : En flicka för mej: Narrateur
- 1943 : I Killed : Martin
- 1943 : The Brothers' Woman : Nicklas Botvide
- 1944 : His Excellency : Max Karbe
- 1944 : Den heliga lögnen : Axel Dehlin
- 1944 : Prins Gustaf : Carl Nyraeus
- 1945 : The Rose of Tistelön : Arnman senior, Arves far
- 1945 : Black Roses : Harald Vestermark
- 1945 : The Serious Game : baron Freutiger
- 1945 : Barnen från Frostmofjället : Vicaire
- 1946 : Youth in Danger : Bo Wärn
- 1947 : The Night Watchman's Wife : Directeur
- 1948 : Sin : Martin Alm
- 1950 : Two Stories Up : Réverend
- 1952 : Sabotage : Panter - Resistance Leader
- 1952 : Han glömde henne aldrig : Nilsson
- 1953 : Barabbas : le superviseur à la mine de cuivre
- 1953 : The Shadow : le docteur
- 1953 : La Grande Aventure : Narrateur (Anders adulte) (voix)
- 1954 : Seger i mörker : Gustaf De Laval
- 1954 : Salka Valka :Narrateur
- 1954 : Sir Arne's Treasure : King Johan III
- 1955 : Den glade skomakaren : Hjalmar Hjalle Ek
- 1956 : Seventh Heaven : Fader Bernhard Svanström, präst i Assisi
- 1956 : The Staffan Stolle Story : Herr Lefverhielm
- 1957 : Night Light : Narrateur / Policier
- 1957 : Synnöve Solbakken : Docteur
- 1957 : Les Fraises sauvages (Wild Strawberries) : Sten Alman / The Examiner
- 1958 : A Goat in the Garden : Fabian
- 1958 : Au seuil de la vie : Dr. Nordlander
- 1958 : Playing on the Rainbow : Procureur
- 1960 : The Die Is Cast : Leonard Brett
- 1960 : L'Œil du diable : marquis Giuseppe Maria de Macopanza
- 1961 : Do You Believe in Angels? : Karl-Evert Raeder
- 1961 : Hällebäcks gård : Johan
- 1961 : Pärlemor : Priest
- 1963 : Hide and Seek : Felici